# 大樹町
大樹町（たいきちょう）は、北海道十勝総合振興局南部にある町。帯広市の南約60kmに位置する。
「宇宙のまちづくり」を標榜し、航空や宇宙分野での実験や飛行試験を積極的に誘致し、主に大樹町多目的航空公園でJAXAや大学などの研究機関が実験を行う。カントリーサインも滑走路を背景とした宇宙往還機らしきものとなっている。ミニバレー発祥の地。

## 地理

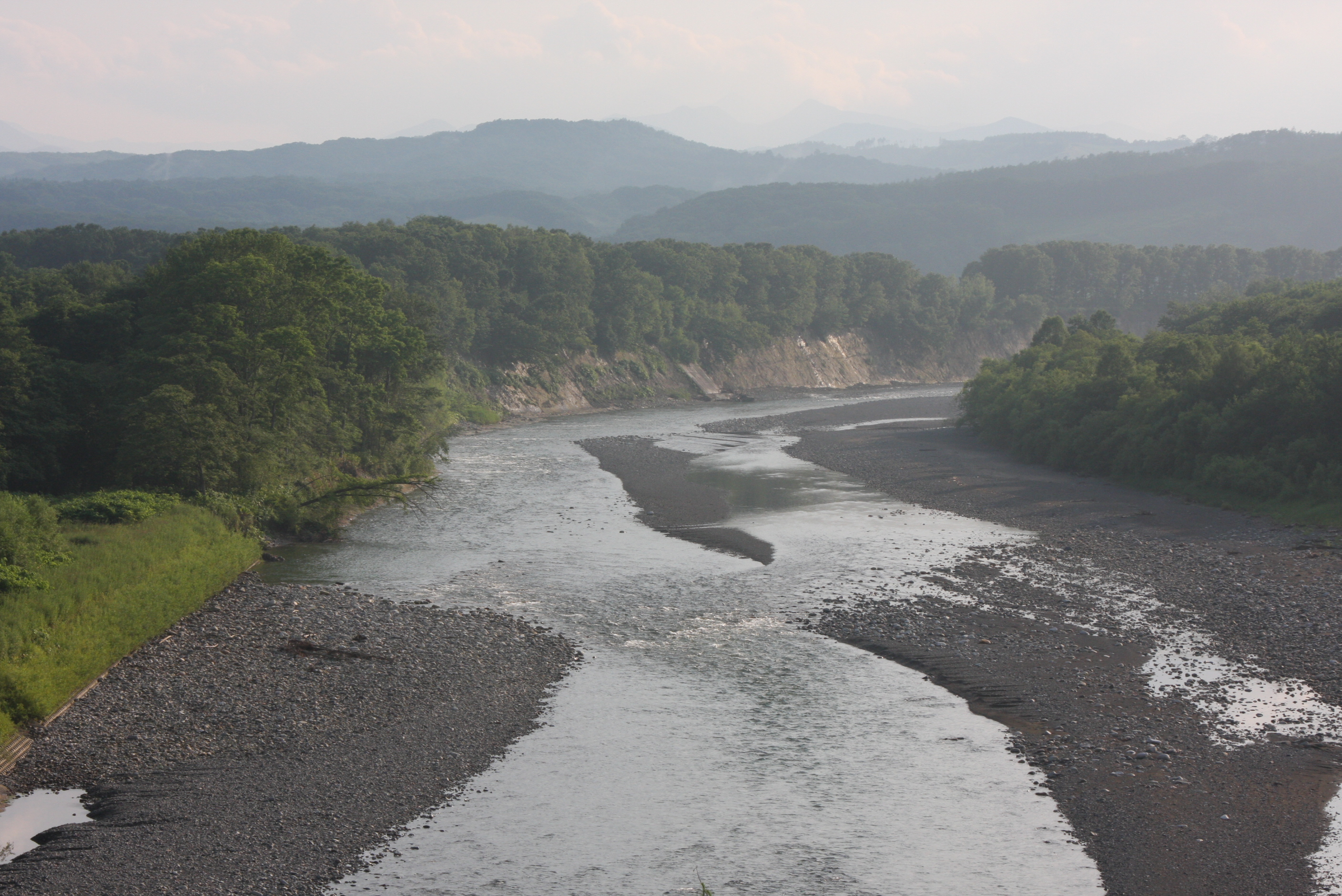
歴舟川

西部は日高山脈に由来する山岳地帯で日高山脈襟裳十勝国立公園に属しており、東部は平地で太平洋に接する。町内を流れる歴舟川は日高山脈の源流から太平洋まで大樹町1町だけを流れる河川で、環境庁（当時）の公共用水域水質測定で1987年から2000年まで6回日本一の清流に指定され、国土庁（当時）の｢水の郷百選｣にも認定された。沿岸部にはいくつかの沼が点在し、十勝海岸湖沼群が、環境省の「生物多様性の観点から重要度の高い湿地」（重要湿地）に選定されている 。
- 山：ヤオロマップ岳 (1794m)、ペテガリ岳 (1736m)、ルベツネ山(1727m)、ピリカヌプリ (1631m)、ソエマツ岳 (1625m)、神威岳 (1600m)、トヨニ岳北峰 (1,529m)、中ノ岳 (1519m)、幌別岳 (1,512m)、ニシュオマナイ岳 (1,493m)、靴幅山 (1,468m)、ポンヤオロマップ岳 (1406m)、留取岳 (1350m)
- 河川：歴舟川、紋別川、当縁川、アイボシマ川
- 湖沼：生花苗沼（生花湖・オイカマナイトー）、ホロカヤントウ沼（ホロカヤントー）、キモントウ沼（キモントー）、キモントウ小沼

### 気候
太平洋に面しているものの、冬季は非常に寒冷で1月の平均気温は氷点下9度前後、連日氷点下20℃以下の冷え込みが続く。歴舟川ではしばしばダイヤモンドダストが見られる。厳冬期には短時間での気温の変動差が非常に大きい。最高気温極値は36.3℃（2025年7月7日）、最低気温極値は-29.8℃（2019年2月8日）である。なお、10分値の計測では2001年2月12日6時40分に-30.4℃を観測している。
| 大樹（1991年 - 2020年）の気候      | 大樹（1991年 - 2020年）の気候 | 大樹（1991年 - 2020年）の気候 | 大樹（1991年 - 2020年）の気候 | 大樹（1991年 - 2020年）の気候 | 大樹（1991年 - 2020年）の気候 | 大樹（1991年 - 2020年）の気候 | 大樹（1991年 - 2020年）の気候 | 大樹（1991年 - 2020年）の気候 | 大樹（1991年 - 2020年）の気候 | 大樹（1991年 - 2020年）の気候 | 大樹（1991年 - 2020年）の気候 | 大樹（1991年 - 2020年）の気候 | 大樹（1991年 - 2020年）の気候 |
| 月                                 | 1月                           | 2月                           | 3月                           | 4月                           | 5月                           | 6月                           | 7月                           | 8月                           | 9月                           | 10月                          | 11月                          | 12月                          | 年                            |
| ---------------------------------- | ----------------------------- | ----------------------------- | ----------------------------- | ----------------------------- | ----------------------------- | ----------------------------- | ----------------------------- | ----------------------------- | ----------------------------- | ----------------------------- | ----------------------------- | ----------------------------- | ----------------------------- |
| 最高気温記録 °C （°F）             | 9.0 (48.2)                    | 15.5 (59.9)                   | 17.0 (62.6)                   | 29.1 (84.4)                   | 32.7 (90.9)                   | 35.2 (95.4)                   | 36.3 (97.3)                   | 35.8 (96.4)                   | 33.4 (92.1)                   | 28.6 (83.5)                   | 21.5 (70.7)                   | 16.3 (61.3)                   | 36.3 (97.3)                   |
| 平均最高気温 °C （°F）             | −1.8 (28.8)                   | −1.0 (30.2)                   | 3.3 (37.9)                    | 10.1 (50.2)                   | 15.8 (60.4)                   | 18.3 (64.9)                   | 21.7 (71.1)                   | 23.3 (73.9)                   | 20.8 (69.4)                   | 15.4 (59.7)                   | 8.5 (47.3)                    | 1.0 (33.8)                    | 11.3 (52.3)                   |
| 日平均気温 °C （°F）               | −8.8 (16.2)                   | −7.8 (18)                     | −2.2 (28)                     | 4.5 (40.1)                    | 9.9 (49.8)                    | 13.4 (56.1)                   | 17.3 (63.1)                   | 18.8 (65.8)                   | 15.7 (60.3)                   | 9.4 (48.9)                    | 2.7 (36.9)                    | −5.3 (22.5)                   | 5.6 (42.1)                    |
| 平均最低気温 °C （°F）             | −16.8 (1.8)                   | −16.8 (1.8)                   | −9.4 (15.1)                   | −1.8 (28.8)                   | 3.8 (38.8)                    | 8.8 (47.8)                    | 13.6 (56.5)                   | 15.0 (59)                     | 10.9 (51.6)                   | 3.4 (38.1)                    | −3.4 (25.9)                   | −12.3 (9.9)                   | −0.4 (31.3)                   |
| 最低気温記録 °C （°F）             | −29.1 (−20.4)                 | −29.8 (−21.6)                 | −26.2 (−15.2)                 | −16.0 (3.2)                   | −5.2 (22.6)                   | −1.0 (30.2)                   | 4.5 (40.1)                    | 6.2 (43.2)                    | −1.1 (30)                     | −6.6 (20.1)                   | −17.5 (0.5)                   | −28.1 (−18.6)                 | −29.8 (−21.6)                 |
| 降水量 mm （inch）                 | 33.7 (1.327)                  | 26.9 (1.059)                  | 49.2 (1.937)                  | 71.2 (2.803)                  | 107.1 (4.217)                 | 109.0 (4.291)                 | 132.9 (5.232)                 | 166.2 (6.543)                 | 202.2 (7.961)                 | 128.5 (5.059)                 | 72.9 (2.87)                   | 46.3 (1.823)                  | 1,146 (45.118)                |
| 降雪量 cm （inch）                 | 162 (63.8)                    | 139 (54.7)                    | 130 (51.2)                    | 44 (17.3)                     | 3 (1.2)                       | 0 (0)                         | 0 (0)                         | 0 (0)                         | 0 (0)                         | 0 (0)                         | 25 (9.8)                      | 123 (48.4)                    | 627 (246.9)                   |
| 平均降水日数 （≥1.0 mm）           | 5.7                           | 5.0                           | 7.2                           | 8.6                           | 9.4                           | 8.6                           | 10.6                          | 11.5                          | 11.1                          | 9.6                           | 8.6                           | 6.5                           | 102.4                         |
| 平均月間日照時間                   | 162.6                         | 157.9                         | 187.2                         | 177.6                         | 174.8                         | 137.9                         | 116.1                         | 122.7                         | 136.2                         | 163.0                         | 154.8                         | 154.0                         | 1,844.8                       |
| 出典1：Japan Meteorological Agency |                               |                               |                               |                               |                               |                               |                               |                               |                               |                               |                               |                               |                               |
| 出典2：気象庁                      |                               |                               |                               |                               |                               |                               |                               |                               |                               |                               |                               |                               |                               |

### 隣接している自治体
- 十勝総合振興局
  - 広尾郡：広尾町
  - 中川郡：豊頃町、幕別町
  - 河西郡：中札内村、更別村
- 日高振興局
  - 日高郡：新ひだか町
  - 浦河郡：浦河町

### 人口
| |                                        |  |
| 大樹町と全国の年齢別人口分布（2005年） | 大樹町の年齢・男女別人口分布（2005年） |  |
| ■紫色 ― 大樹町 ■緑色 ― 日本全国 | ■青色 ― 男性 ■赤色 ― 女性              |  |
| 大樹町（に相当する地域）の人口の推移 \| 1970年（昭和45年） \| 8,814人 \| \| \| 1975年（昭和50年） \| 8,434人 \| \| \| 1980年（昭和55年） \| 8,356人 \| \| \| 1985年（昭和60年） \| 8,118人 \| \| \| 1990年（平成2年） \| 7,483人 \| \| \| 1995年（平成7年） \| 7,075人 \| \| \| 2000年（平成12年） \| 6,711人 \| \| \| 2005年（平成17年） \| 6,407人 \| \| \| 2010年（平成22年） \| 5,982人 \| \| \| 2015年（平成27年） \| 5,738人 \| \| \| 2020年（令和2年） \| 5,420人 \| \| |                                        |  |
| 総務省統計局 国勢調査より |                                        |  |
| 1970年（昭和45年） | 8,814人                                |  |
| 1975年（昭和50年） | 8,434人                                |  |
| 1980年（昭和55年） | 8,356人                                |  |
| 1985年（昭和60年） | 8,118人                                |  |
| 1990年（平成2年） | 7,483人                                |  |
| 1995年（平成7年） | 7,075人                                |  |
| 2000年（平成12年） | 6,711人                                |  |
| 2005年（平成17年） | 6,407人                                |  |
| 2010年（平成22年） | 5,982人                                |  |
| 2015年（平成27年） | 5,738人                                |  |
| 2020年（令和2年） | 5,420人                                |  |

## 町名の由来
アイヌ語の「タイキウシイ（tayki-us-i）」（ノミ・多い・ところ）から。由来について1973年（昭和48年）に国鉄北海道総局が発行した『北海道　駅名の起源』では次のように紹介している。

また、アイヌの間では次のような伝説が伝わっている。以下は葛野辰次郎（葛野エカシ）によるものである。
このほか、「大木が群生するところを意味する『タイキウシ』が由来」とするものもあるが、文法上誤りであり疑わしい。

## 歴史

### 開拓史
1883年（明治16年）に「大樹農業の先駆者」と呼ばれる依田勉三らが入植し開拓がはじまった。
一方で江戸時代にはアイボシマ地区で砂金が発見されており、1635年（寛永11年）頃から砂金堀が始まり、やがて砂金堀師たちによって集落が形成された。1900年以降になると砂金堀師たちの数は200人を超えゴールドラッシュとなった。

### 年表

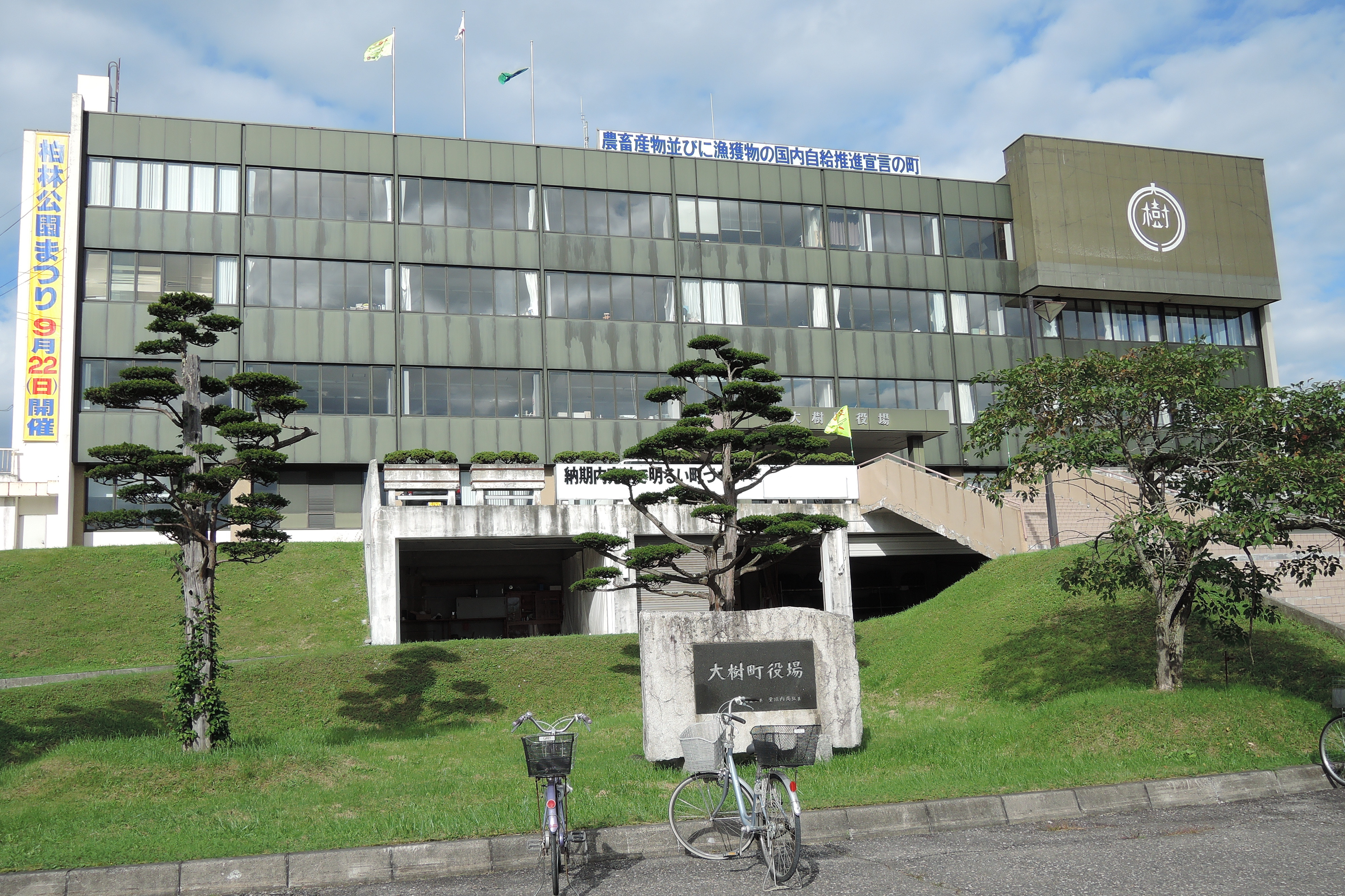
旧大樹町役場（2013年）

- 縄文時代より栄える。装飾、石器などが発見されている。
- 1630年（寛永6年） - 十勝神社の戸賀知明神社の創建。
- 1636年（寛永12年） - アイボシマ付近の採金がはじまる。
- 1822年（文政4年）- 松前藩領へ
- 1859年（安政6年） - トカチ陣屋が作られる。
- 1928年（昭和3年）10月1日 - 広尾郡広尾村（現広尾町）から大樹村、歴舟村、当縁村の3大字が分村、広尾郡大樹村成立。
- 1930年（昭和5年）10月10日 - 国鉄広尾線延伸、大樹駅開業。
- 1936年（昭和11年）9月30日 - 昭和天皇が村内を巡幸。北海道拓殖実習場、拓北集落に行幸[8]。
- 1949年（昭和24年）8月20日 - 大字当縁村の一部（上当縁、下当縁各地区）を以って、広尾郡忠類村が分村
- 1951年（昭和26年）4月1日 - 町制施行、大樹町
- 1955年（昭和30年）4月1日 - 十勝郡大津村の一部（大字当縁村の一部）を編入
- 1956年（昭和31年）- 町内の3大字を以下の各町・字に再編。
  - 大樹村 → 東本通、南通、新通、北通、仲通、柏木町、双葉町、1条～3条通、萌和、下大樹、大樹、尾田、拓進、日方、振別、光地園、大全、幸徳、相川
  - 歴舟村 → 東本通、西本通、松山町、1条～3条通、高校通、寿通、栄通、緑町、幸町、鏡町、暁町、浜大樹、美成、萌和、下大樹、大樹、芽武、拓進、旭浜、中島、日方、石坂、振別、開進、光地園、大全、相川
  - 当縁村 → 浜大樹、美成、芽武、萌和、大樹、尾田、晩成、生花苗（太字は旧大津村の区域）
- 1980年（昭和55年）晩成温泉開湯。
- 1987年（昭和62年）4月1日 - 広尾線廃止。
- 1991年（平成3年） - カムイコタン公園キャンプ場オープン。
- 2019年（令和元年）5月4日 - 町内の実験場から打ち上げられた小型観測ロケット「MOMO（モモ）」3号機が、日本国内の民間単独開発ロケットとしては初めて宇宙空間に到達した。
- 2022年（令和4年）5月6日 - 大樹町役場新庁舎供用開始[9]。

## 経済
基幹産業は酪農、漁業である。
雪印乳業（現・雪印メグミルク）大樹工場が置かれている。なお、2000年の雪印集団食中毒事件はこの大樹工場で発生した。
日本政策投資銀行の試算によれば、新たなロケットの発射場が大樹町に整備された場合、設備投資や観光客の増加などで道内全体に年間267億円の経済効果が及ぶと試算される。

### 立地企業
- インターステラテクノロジズ
- SPACE COTAN株式会社

### 協同組合組織
- 大樹町農業協同組合（JA大樹町）
- 大樹漁業協同組合
- 南十勝森林組合
- 北海道農業共済組合（NOSAI北海道）十勝南部支所・十勝南部家畜診療所
- 十勝農業協同組合連合会湧洞牧場
- 生活協同組合コープさっぽろたいき店

### 金融機関
- 帯広信用金庫大樹支店

### 郵便局
- 大樹郵便局（集配局）
- 尾田郵便局
- 石坂郵便局
- 旭浜簡易郵便局
- 大樹駅前簡易郵便局
- 生花簡易郵便局(生花郵便局廃止に伴い、2021年4月9日開局。[11])

## 官公署

### 自衛隊
- 陸上自衛隊北部方面隊浜大樹訓練場

### 北海道の機関
- 北海道十勝総合振興局
  - 帯広建設管理部大樹出張所
  - 森林室大樹事務所
  - 産業振興部十勝農業改良普及センター十勝南部支所

### 独立行政法人
- 宇宙航空研究開発機構大樹航空宇宙実験場

## 公共機関

### 警察
- 広尾警察署大樹駐在所

### 消防
- とかち広域消防事務組合大樹消防署

## 姉妹都市・提携都市
- 大樹区（ 高雄市）[12]
  - 2015年9月1日 友好交流都市提携
- 福島県相馬市 - 姉妹都市
- 銀河連邦 - 当時の宇宙科学研究所の研究施設があった市町による友好都市
  - サンリクオオフナト共和国（岩手県大船渡市）- 提携当時はサンリク共和国（岩手県気仙郡三陸町）
  - ノシロ共和国（秋田県能代市）
  - サク共和国（長野県佐久市）- 提携当時はウスダ共和国（長野県南佐久郡臼田町）
  - ウチノウラキモツキ共和国（鹿児島県肝属郡肝付町）- 提携当時はウチノウラ共和国（鹿児島県肝属郡内之浦町）

1987年（昭和62年）11月8日友好都市提携（建国と称する）- 2010年4月1日タイキ共和国加盟

## 教育
- 高等学校
  - 北海道大樹高等学校（道立）
- 中学校
  - 大樹町立大樹中学校
- 小学校
  - 大樹町立大樹小学校

## 交通

### 空港
- 帯広空港 （帯広市）
- 北海道スペースポート

### 鉄道
かつては広尾線が通っていたが、1987年（昭和62年）2月2日に廃止されている。町内には十勝東和駅、大樹駅、石坂駅が設置されていた。

### バス
- 十勝バス（大樹案内所を設置[13]） - 幕別町忠類・更別村・中札内村・帯広市方面、広尾町方面（国鉄広尾線代替路線）
- 大樹町ふれあいバス - 郊外各方面[14]
- 大樹町コミュニティーバス「コスモ」

### 道路
- 高速道路 
  - 帯広広尾自動車道：大樹IC（事業中）
- 一般国道
  - 国道236号
  - 国道336号
- 都道府県道

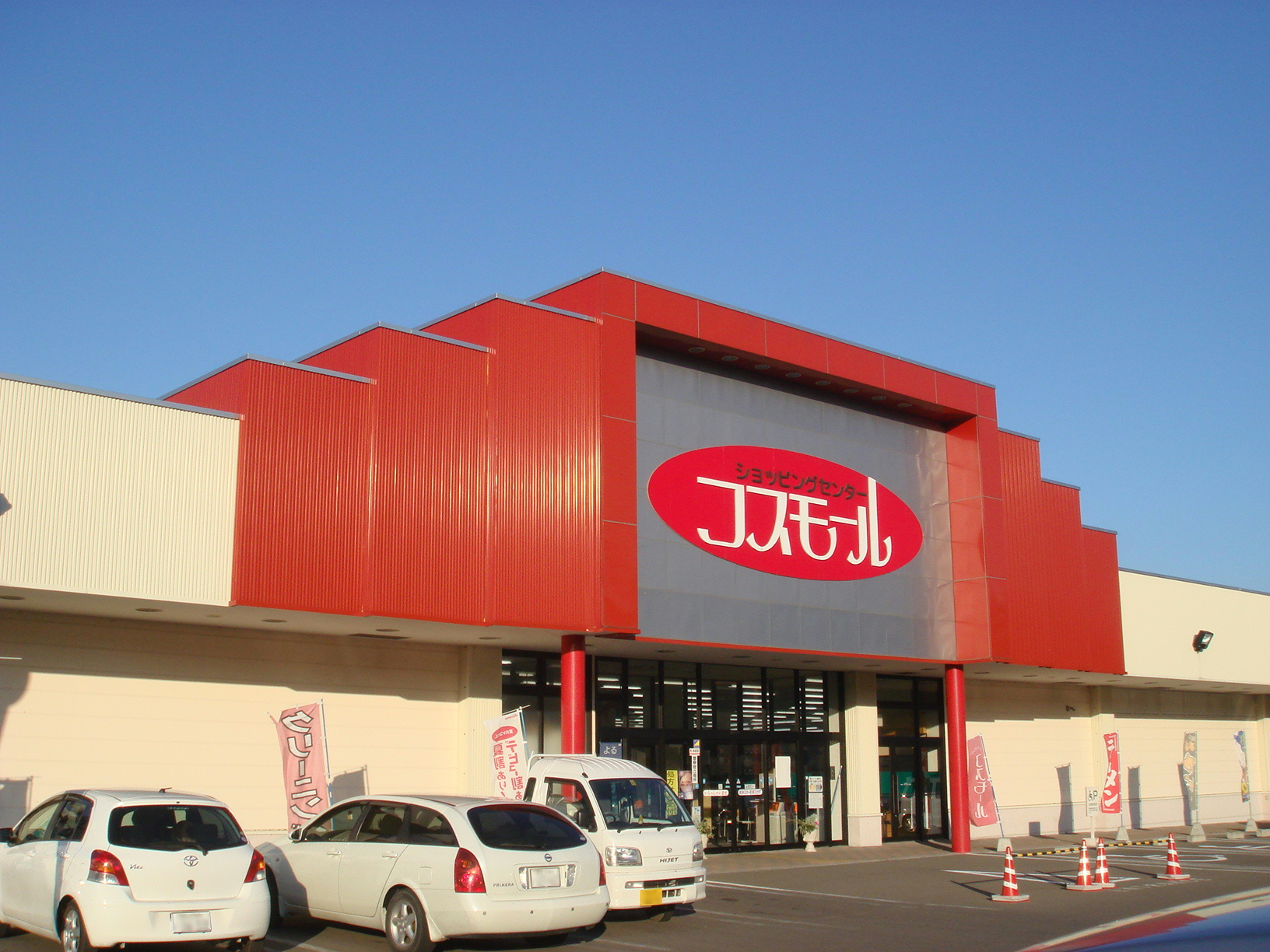
ショッピングセンターコスモール（道の駅コスモール大樹）

  - 北海道道15号幕別大樹線（重複区間のみ）

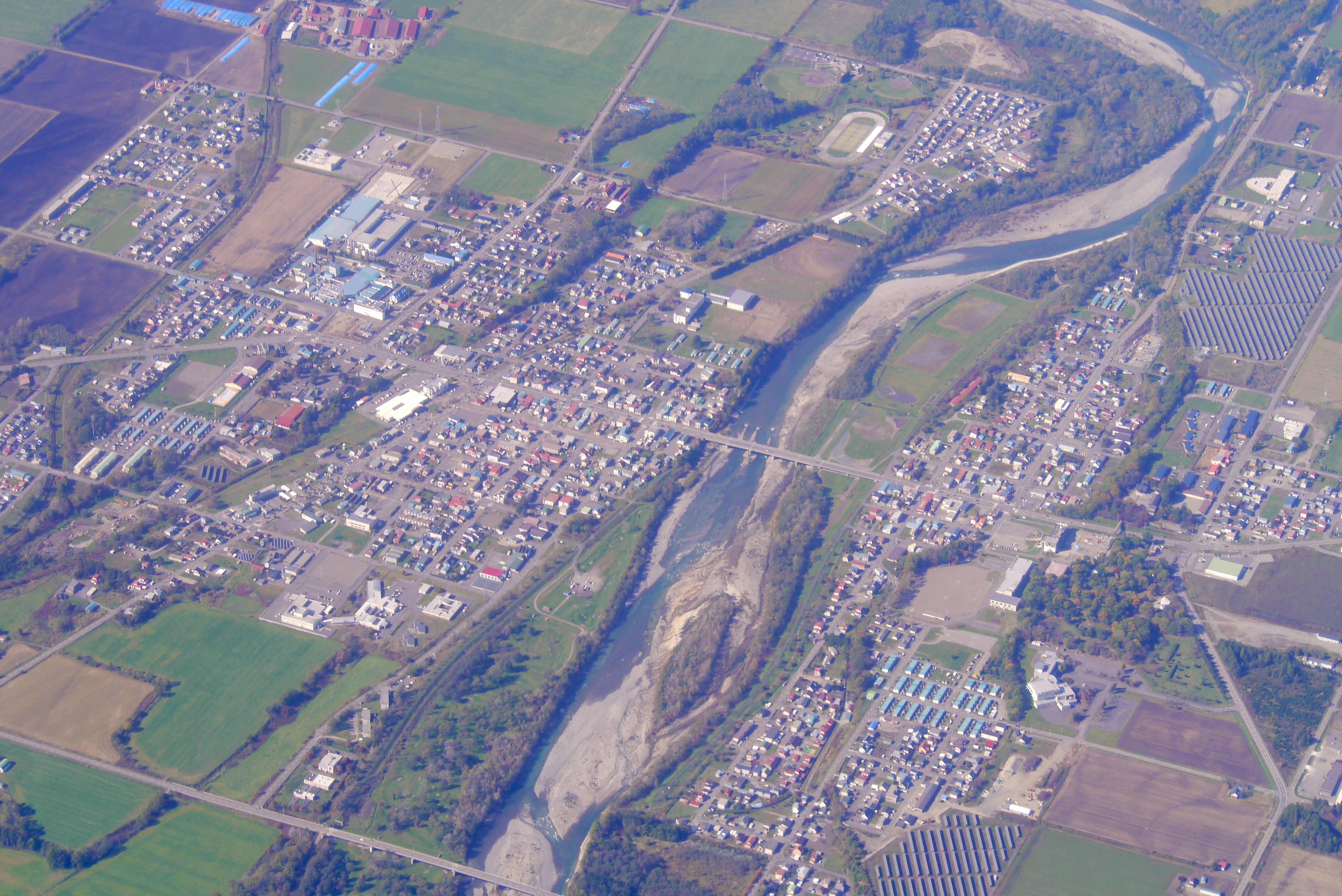
歴舟川と大樹町

  - 北海道道55号清水大樹線
  - 北海道道210号尾田豊頃停車場線
  - 北海道道319号生花大樹線
  - 北海道道501号旭浜大樹停車場線
  - 北海道道622号幸徳大樹停車場線
  - 北海道道657号美成忠類停車場線
  - 北海道道773号萠和大樹停車場線
  - 北海道道881号ホロカヤントー線
  - 北海道道1002号光地園尾田線
  - 北海道道1037号広尾大樹線
- 道の駅
  - コスモール大樹

## PR活動
- 1998年（平成10年）に名前に「大樹」がつく人に対して特別住民票を発行した。
- コスモスの「コスピー」というイメージキャラクターが、大樹町のホームページに登場している。

## 名所・旧跡・観光スポット・祭事・催事

### 文化財
- 大樹遺跡出土の遺物（北海道指定有形文化財）（大樹町図書館蔵）
- 十勝ホロカヤントー竪穴群（北海道指定史跡）
- 大樹町トーチカ[15]

### 観光
- カムイコタン公園キャンプ場
- 砂金掘体験地
- 萠和森林公園
- 晩成海岸
  - 晩成温泉
  - 晩成キャンプ場
  - 晩成原生花園
- 大樹町多目的航空公園（滑走路も備え、JAXAが飛行試験などを行っている。飛行船も参照）
- 浜大樹訓練場

### 祭り
- 歴舟川清流鯉のぼり（4月最終日曜から5月5日）
- 歴舟川清流まつり（8月第1日曜日）
- 柏林公園まつり（9月第3日曜日）
- カムイコタン公園まつり（10月第1日曜日）

## 人物

### 出身有名人
- 市川茂樹（日本弁護士連合会副会長、北海道電力取締役）
- 十勝岩豊（大相撲力士、親方（年寄・湊川、同・二所ノ関））
- 大龍志郎（大相撲力士）
- 杉森輝大（スピードスケート選手、トリノ・バンクーバーオリンピック代表）
- 堀川桃香（スピードスケート選手、北京オリンピック代表）

### ゆかりのある人物
- 堀江貴文（宇宙事業の拠点として、2015年12月に住民票を移すが、2020年4月27日に大樹町民をやめるとTwitterで表明したため、現在町民であるかは不明）

## 寒冷地研究
2011年に東京都江東区にあるLIXIL住生活財団（住宅・建材産業に関する調査・研究や人材育成等の事業に対し助成・支援する公益財団法人。理事長・潮田洋一郎）により、町内の芽武地区にあった競走馬の牧場（旧「大樹ファーム」跡地）を利用して、次世代住宅の研究を大学などの団体と共同で進める研究施設「メム メドウズ（Memu Meadows）」が設立された。大樹町は-30度にもなる寒冷地であり、2016年現在、6棟の寒冷地用実験住宅が敷地内に建てられている。 
2018年11月、施設内の実験住宅や牧場を継承するリノベーション建築をホテルへとコンバージョンする「MEMU EARTH HOTEL（メム アースホテル）」が誕生した。